# Харьковская операция (1917)
Харьковская операция — эпизод Первой советско-украинской войны, в ходе которого 23 декабря 1917 года большевики захватили Харьков и установили в нем советскую власть. Окончательно украинское сопротивление было сломлено 10 января 1918 года, когда в городе было разоружены последние украинские полки.

## Ход событий
Харьков, в который с 19 декабря 1917 года начали просачиваться красные отряды с России, был избран базой для наступления против УНР.
21 декабря 1917 года до Харькова прибыли красные отряды под командованием фон Сиверса и матроса Ховрина с 1600 человек при 6 пушках, 3 броневиках. Сначала было заявлено, что приход этих войск в Украину вызван только необходимостью продвижения по украинской железной дороге советских войск, что следуют против мятежного Дона. Украинские власти успокаивались заверениями о том, что советскими частями временно используется только железная дорога Украины для нанесения неожиданного удара в тыл мятежным белогвардейским казакам, и не думали всеми силами следовать на Дон.
К отрядам на вокзал прибыли члены местного комитета большевиков во главе с Артёмом Сергеевым который добивался у отрядов отказа от каких бы то ни было враждебных действий против представителей УЦР в городе Харькове.
Поскольку местные большевики работали вместе с представителями УЦР в Революционном штабе.
О запланированной операции стало известно представителям комитета большевиков Харькова, от имени комитета выступил Мартьянов, требовавший от прибывших красногвардейцев отказаться от запланированного выступления.
Уже 22 декабря — 23 декабря прибывшие из Советской России войска провели в Харькове мини-переворот, арестовав украинского коменданта города Чеботарева, члена Военного Украинского Совета, захватив броневики войск УНР, установив в городе двоевластие.
С 24 по 29 декабря Харьков прибыло еще до пяти тысяч солдат из Петрограда, Москвы, Твери во главе с командующим Антоновым-Овсеенко и его заместителем полковником Михаилом Муравьёвым. Кроме того, в Харькове находились три тысячи красногвардейцев и пробольшевистски настроенных солдат старой армии, готовых к борьбе против Киева.
Сначала Антонов-Овсеенко, сосредоточившись на борьбе с Доном, вел по отношению к УНР политику пассивного противостояния и не рассчитывал на быстрое продвижение на Киев. Вплоть до 17 января 1918 года Антонов-Овсеенко сдерживал «горячие головы», призывающие к немедленному походу на Киев: «Главный враг — Каледин. Все силы надо направить против него». В Харькове из-под ареста были отпущены украинские администраторы, с местным украинским гарнизоном был достигнут нейтралитет. Очевидно, в декабре 1917 года ленинское правительство еще не было готово к полномасштабной войне против УНР. Причиной тому были переоценка реальных сил УНР, нестабильность в Петрограде, неподготовленность к восстанию в Киеве и других городах Украины, война против белогвардейцев.
Позже Антонов-Овсеенко в своих воспоминаниях укажет, что отряд Сиверса и матросы-балтийцы Ховрина в Харькове разложились, пьют, терроризируя население расстрелами, производя реквизиции, а штаб революционных отрядов превратился в судилище, где судьи «считали всякого белоручки». В Харькове в те дни действительно установилась полная анархия, причем даже местные большевики и Харьковская городская дума настоятельно требовали вывести буйные отряды из города.
К 28 декабря 1917 г. киевским политикам стало ясно, что главной угрозой для существования их власти стали события в Харькове. Поскольку здесь, нарушая провозглашенную самостоятельность Украины, стали концентрироваться, без всякого согласия на то Центральной Рады, советские войска из красной России.
В ночь на 10 января в Харькове местные красногвардейские формирования неожиданно разоружили два полка УНР (2700 штыков), которые вот уже 20 дней пытались сохранять двоевластие (УНР и большевиков) в городе. Разоруженные солдаты УНР были распущены по домам, а 300 солдат, пожелавших присоединиться к социалистической революции, были зачислены в штат советской армии как самостоятельное подразделение — полк «красного казачества». Командиру одного из полков УНР Емельяну Волоху с несколькими командирами украинского полка удалось скрыться из Харькова, чтобы сыграть в «украинских войнах» свою, далеко не последнюю роль.
Через несколько дней на улицах города появились броневики с надписью: «Смерть украинцам!». Опасно было общаться публично на украинском языке, одевать вышиванку. Часто в городе просто убивали владельцев хороших сапог.